# اتحادیه فوتبال اروگوئه
اتحادیه فوتبال اروگوئه (به [Asociación Uruguaya de Fútbol or AUF] Error: {{Lang-xx}}: متن دارای نشانه‌گذاری ایتالیک است (راهنما)) سازمان حاکم بر فوتبال در اروگوئه است. این سازمان در سال ۱۹۰۰ تأسیس شد و در سال ۱۹۲۳ به عضویت کونمبول درآمد و مسئول تیم ملی فوتبال اروگوئه و لیگ برتر اروگوئه است.